# 胡韻珊
胡韻珊（英語：Patricia Woo，1967年11月26日—），前香港獨立監察警方處理投訴委員會助理秘書長及運輸及房屋局局長政治助理。

## 簡歷
胡韻珊早年就讀天神嘉諾撒學校，於香港中文大學獲得社會科學學士（主修人類學），其後先後取得英國華威大學工商管理碩士及新加坡國立大學理學碩士學位。
胡韻珊於1990年起成為香港政府公務員，當時任職助理貿易主任，後於2001年進入政務主任職系，直到2010年因修讀環境管理碩士課程而離開政府。在二十年公務員生涯中，她曾於工業貿易署、香港駐日內瓦經濟貿易辦事處、保安局、政制事務局、教育統籌局、民政事務局及中央政策組工作。
2011年，胡韻珊任職香港獨立監察警方處理投訴委員會助理秘書長；2013年4月，她獲委任為運輸及房屋局局長政治助理。
離開政府後，胡韻珊在香港城市大學擔任講者。